# Masters of the Universe: The Power of He-Man
Masters of the Universe: The Power of He-Man è un videogioco sviluppato e pubblicato dalla Intellivision nel 1983. Il titolo è il primo videogioco basato sulla serie di giocattoli Masters of the Universe.